# Oakboro
Oakboro – miasto w Stanach Zjednoczonych, w stanie Karolina Północna, w hrabstwie Stanly.